# Omiš
Omiš je grad u Hrvatskoj, u Splitsko-dalmatinskoj županiji. Povijesni je grad koji ima kontinuitet postojanja od antike do danas. Središte je omiškog primorja i popularno turističko odredište.

## Zemljopisni položaj
Omiš je grad u središnjoj Dalmaciji, na ušću rijeke Cetine. Nalazi se 21 kilometar jugoistočno od Splita, na Državnoj cesti D8. Područje Grada Omiša zauzima 266,20 km2 i proteže se od Duća na zapadu do Brela na istoku. Graniči s općinama Dugi Rat, Dugopolje, Trilj, Cista Provo, Šestanovac, Zadvarje i Brela te s Gradom Splitom.
Sinaj je predio Omiša koji se nalazi uz zapadnu obalu rijeke Cetine, sve do njena ušća u Jadransko more.

## Gradske granice
Područja Grada Omiša obuhvaća područje naselja sa zapadne strane omeđeno granicom Grada Omiša i Općine Dugi Rat (granica počima na moru zapadno od auto-kampa „Ribnjak” ide potokom prema sjeveru do Jadranske ceste, Jadranskom cestom u pravcu Omiša do spomenika Franji Kluzu, cestom prema starom selu Duće do kuće Rajka Opačka, preko istočnog dijela kuće Rajka Opačka u pravcu sjeverozapada na granicu k. o. Tugare), zatim južnom granicom k. o. Tugare skreće prema sjeveru zapadnim granicama k. o. Tugare, k. o. Dubrava, k. o. Dolac Donji do rijeke Cetine, skreće prema jugoistoku rijekom Cetinom do granice k. o. Dolac Gornji, k. o. Srijane, do zapadne granice k. o. Nova Sela, nastavlja zapadnom granicom k. o. Nova Sela do k. o. Birorine, onda ide sjevernom granicom k. o. Nova Sela, k. o. Blato do k. o. Kreševo, skrece prema jugu istočnim granicama k. o. Blato, k. o. Kostanje, k. o. Podgrađe, k. o. Slime i k. o. Rogoznica do mora. Granice Grada Omiša mogu se mijenjati na način i po postupku koji su propisani zakonom
U sastavu Grada Omiša su naselja Blato na Cetini, Borak, Čelina, Čišla, Donji Dolac, Dubrava, Gata, Gornji Dolac, Kostanje, Kučiće, Lokva Rogoznica, Marušići, Mimice, Naklice, Nova Sela, Omiš, Ostrvica, Pisak, Podašpilje, Podgrađe, Putišici, Seoca, Slime, Smolonje, Srijane, Stanići, Svinišće, Trnbusi, Tugare, Zakučac, Zvečanje.

## Gradska naselja
Gradska naselja Omiša su:
Blato na Cetini, 
Borak, 
Čelina, 
Čisla, 
Donji Dolac, 
Dubrava, 
Gata, 
Gornji Dolac, 
Kostanje, 
Kučiće, 
Lokva Rogoznica, 
Marušići, 
Mimice, 
Naklice, 
Nova Sela, 
Omiš, 
Nemira,
Ostrvica, 
Pisak, 
Podašpilje, 
Podgrađe, 
Putišići, 
Seoca, 
Slime, 
Smolonje, 
Srijane, 
Stanići, 
Svinišće, 
Trnbusi, 
Tugare, 
Zakučac i  
Zvečanje.

## Povijest
Naselje na području današnjeg Omiša prvi se put spominje u povijesti pod imenom Oneum ili Onaeum, a zamire početkom 7. stoljeća. S obzirom na položaj Omiša kao važne veze s unutrašnjošću, to nije bilo duga vijeka. Povijesno središte ondašnjeg Omiša bilo je smješteno na istočnoj obali rijeke Cetine. Samo ime „Cetina” vjerojatno potječe od frigijske riječi Zetna u značenju 'vrata', jer je ušće Cetine sličilo na monumentalna vrata.[nedostaje izvor]
U antičkom se razdoblju naselje Oneum vjerojatno nalazilo u zaseoku Baučićima, gdje je pronađeno mnogo antičkih ulomaka (reljefa, natpisa, nadgrobnih spomenika, svjetiljaka i novca). Najvažniji spomenici, koji se danas čuvaju u Gradskom muzeju, kameni su ulomci s rimskim natpisima. Iz teksta se zaključuje da su uklesani za vladavine rimskih careva Tiberija i Klaudija, a najvjerojatnije su bili namijenjeni nekoj javnoj zgradi, spomeniku ili cesti, što govori o važnosti naselja u kojem su građeni.
Nedaleko od tog nalazišta mramorni je portret rimskog cara Tiberija i jedan veliki dio antičkog žrtvenika posvećenog rimskom caru Augustu. Da se radilo o većem i važnijem naselju u antičko doba svjedoče i rimski grobovi, te nadgrobne stele i sarkofazi koji postoje na omiškom starom groblju.
U Srednjem vijeku, tijekom 12. i 13. stoljeća, gradom su vladali knezovi Kačići, koji su bili na čelu omiških gusara. Omiš se tada spominje pod talijanskim imenom Almissa. Omiški gusari vodili su napade na papinske galije i trgovačke brodove Mletačke Republike, Dubrovnika, Kotora, Splita... Sve su to bili povodi za učestale ratove te sklapanje sporazuma, koji su često završavali plaćanjem danka Omišanima za mirnu plovidbu. Medutim, svaki mir s omiškim gusarima bio je kratka vijeka pa su se protiv njih povela i dva križarska rata. Prvi rat, koji je završio pobjedom gusara, poveo je papa Honorije III. 1221. godine, radi gusarskih napada na križare koji su plovili prema Palestini. Drugi križarski rat, koji Omišani gube, poveli su Mlečani 1286. i 1287. godine, a označio je svojevrstan kraj moći knezova Kačića i njihove vladavine gradom Omišom.
Gusarsku povijest zorno predočuju gradske tvrđave Mirabella (Peovica) i Starigrad (Fortica). S Peovice se može vidjeti cijeli Omiš, a s Fortice cijeli Brački kanal, otoke Brač, Hvar i Šoltu, Srednja Poljica i ušće rijeke Cetine, što je bilo veoma važno za gusarenje, jer se s jednoga mjesta moglo nadzirati veliko područje na kopnu i moru.
Omiški gusari koristili su brodove na vesla, tzv. Omiške strijele. Jedna od najvažnijih odlika Omiških strijela bio je plitki gaz, koji im je omogućavao pokretljivost, kao i brzo povlačenje u korito rijeke Cetine u slučaju opasnosti. Omiški su gusari sagradili podvodni zid u koritu rijeke Cetine na samom ulazu u more; taj podvodni zid (Mostina) nije se vidio, a imao je samo jedan otvor koji je bio prilagođen omiškim brodovima i koji se mogao zatvoriti lancima, tako da bi se neprijateljski brodovi tu nasukali ako bi pokušali slijediti gusare. Na lijevoj obali rijeke Cetine bila je izgrađena i mala tvrđava (Gomilica), koja je danas sasvim porušena, a čija se uloga povezuje s Mostinom.
Nakon Kačića, gospodari Omiša izmjenjuju se, a gusarstvo, premda još uvijek djelatno, više nikada neće biti tako uspješno kao za njihove vladavine. Četrnaesto stoljeće bilo je obilježeno vladavinom bribirskih knezova Šubića nad gradom. Nakon Šubića gradom vladaju: braća Horvat, koji su bili pod zaštitom bosanskog kralja Tvrtka I.; bosanski velmoža Hrvoje Vukčić Hrvatinić; ban Ivaniš Nepilić; obitelj Matka Talovca, koja vlast nad gradom dobiva od kralja Žigmunda te bosanski vojvoda Stjepan Kosača.
Nakon što je Ladislav Napuljski 1409. godine Mletačkoj Republici prodao Dalmaciju, 1444. godine i Omiš je priznao vlast te države, u čijem je sastavu ostao do 1797. godine. U doba mletačke uprave Omiš je, zbog zaštićena položaja, bio vojničko i pomorsko naselje koje se razvijalo unutar zidina. Grad je bio zaštićen zidinama s triju strana, a sjevernu mu je stranu štitila planina. Takvo se stanje održalo sve do 19. stoljeća, a potom su zidine najvećim dijelom porušene (ostatci gradskih zidina i danas su vidljivi na pojedinim mjestima). Stanovnici Omiša u to su se vrijeme bavili uglavnom ribarstvom na ušću, nešto južnije, rijeke Neretve. Od tog su ribolova morali davati Mlečanima jednu desetinu ulova ribe, a često su se sukobljavali i s ribarima koji su na isto lovište stizali s obližnjeg otoka Brača.
Omiš, nakon propasti Venecije 1797. godine, pada pod vlast Austrije. Požunskim mirom iz 1805. godine, kojim završava rat između Austrije i Francuske, Omiš zajedno s Dalmacijom dolazi pod vlast Napoleonove Francuske da bi 1813. godine ponovno pao pod vlast Austrije. U to vrijeme Omiš gubi stratešku važnost uz istovremeno slabljenje pomorstva. Zbog toga mjesto nazaduje i 1840. godine ima samo 761 stanovnika. Pod austrijskom upravom Omiš ostaje sve do kraja Prvoga svjetskog rata 1918. godine.
Tek dolaskom industrije i turizma na početku 20. stoljeća Omiš počinje ponovo uzlaznu putanju u svom razvoju. O bogatoj kulturnoj baštini ovog gradića govore danas brojni spomenici kulture. Takva je, na primjer, crkva sv. Petra na Priku (na desnoj obali rijeke Cetine), koja se prvi put spominje 1074. godine, za vladanja kralja Slavca. Vrijedi spomenuti i ostatke gradskih zidova i kula na Fošalu, te srednjovjekovnu kulu Mirabella (Peovica).

## Uprava i politika
Omiš ima status grada i nalazi se u sastavu Splitsko-dalmatinske županije. Sjedište gradske uprave u Omišu smješteno je na Trgu Kralja Tomislava 3.
Gradonačelnik Grada Omiša je Zvonko Močić.

## Gospodarstvo
- Cetina, tvornica tjestenine
- Galeb, tvornica rublja
- tvornica "Omial"
- tiskara "Franjo Kluz"
- hoteli, apartmani i kuće za odmor

## Demografija

### Popis 2011.
Prema popisu stanovništva iz 2011. godine, grad Omiš ima 14.936 stanovnika. Većina stanovništva su Hrvati s 98,55 %, a po vjerskom opredjeljenju većinu od 95,65 % čine pripadnici katoličke vjere.

### Popis 2001.
Godine 2001. Grad Omiš imao je 15.472 stanovnika, a samo gradsko naselje 6565 stanovnika.

### Popis 1991.
| broj stanovnika | 8153  | 9255  | 10038 | 11212 | 12788 | 13791 | 14283 | 15344 | 15122 | 15094 | 17637 | 15880 | 15056 | 15630 | 15472 | 14936 | 14139 |
|                 | 1857. | 1869. | 1880. | 1890. | 1900. | 1910. | 1921. | 1931. | 1948. | 1953. | 1961. | 1971. | 1981. | 1991. | 2001. | 2011. | 2021. |

| broj stanovnika | 575   | 821   | 771   | 851   | 936   | 1014  | 1439  | 1854  | 1506  | 1651  | 2408  | 3731  | 4800  | 6079  | 6565  | 6462  | 5985  |
|                 | 1857. | 1869. | 1880. | 1890. | 1900. | 1910. | 1921. | 1931. | 1948. | 1953. | 1961. | 1971. | 1981. | 1991. | 2001. | 2011. | 2021. |

## Poznate osobe
Osobe koje su se rodile, živjele i/ili radile u Omišu.
- Žarko Domljan – predsjednik prvog višestranačkog saziva Hrvatskoga sabora
- Branimir Jelić – hrvatski političar, liječnik i publicist
- fra Karlo Balić – franjevac i znanstvenik
- Mladen Marušić – viceadmiral u jugoslavenskoj mornarici
- Ivan Bekavac – publicist
- Mate Bilić – nogometaš
- Mila Gojsalić – mučenica
- Kažimir Hraste – slikar
- Josip Jurčević – hrvatski borac pokreta otpora
- Jure Kaštelan – pjesnik, akademik i profesor
- Josip Kekez – kroatist i filolog
- Joko Knežević – slikar i kipar
- Branko Kovačević – slikar
- Ivica Križanac – nogometaš
- Ivan Kuvačić – sociolog
- Anđelko Marušić "Ferata" – legendarni nogometaš Hajduka
- Neven Mimica – potpredsjednik Sabora Republike Hrvatske
- Vatroslav Mimica – filmski scenarist, producent i redatelj
- Gertruda Munitić – operna pjevačica
- Ivan Perišić – nogometaš
- Josip Pupačić – pjesnik
- Davorin Rudolf – znanstvenik i političar
- Milovan Stanić – slikar
- Dinko Štambak – književnik
- Ksenija Urličić – poznata urednica na HRT-u
- msgr. Mate Uzinić – nadbiskup koadjutor Riječke nadbiskupije[8] i apostolski upravitelj Dubrovačke biskupije
- Vice Tomasović – vizualni umjetnik, predsjednik Hrvatske udruge likovnih umjetnika
- Ljubomir Čečuk – liječnik, urolog i kirurg

## Kultura
- Festival dalmatinskih klapa
- Almissa Open Air
- Gradski muzej
- Centar za kulturu Omiš
- Glazbena škola
- Gradski zbor
- Gradska knjižnica
- klapa "Omiš"
- klapa "Smilje"
- klapa "Puntari"
- klapa "Roko"
- Udruga za očuvanje hrvatskog folklora Omiš
- Udruga Male žice

## Festival dalmatinskih klapa Omiš
Prvi je organiziran 1967. godine s ciljem da se u turističkoj sezoni spontane skupine pjevača nađu zajedno i zapjevaju pred publikom na način kako inače u svojoj sredini pjevaju u klapi. Bilo je to spontano pjevanje koje se izvodilo po sluhu, a ne prema notnom zapisu. Međutim, to je pjevanje bilo nedovoljno dotjerano, tek ponešto obrađeno, ali je u sebi nosilo iskonsku privlačnost i snagu autentičnosti. Bila je to suprotnost dominirajućim, uvježbanim ansamblima koji su se pod „dalmatinskim“ mogli tada javno čuti (npr. „Ansambl Dalmacija“; „Grupa Dalmatinaca Petra Tralića“ iz Zagreba; „Jeka Jadrana“ iz {gSplita). Svi su pjevali uz instrumentalnu pratnju.
Omiš je sljedećih godina nastojao u iskazivanju intimnog serenadnog zvuka, lirskih sadržaja, širokih tempa a da bi se uživalo u akordu, skladu svih dionica. I naravno, isključivo u „a cappella“ izvedbi. Ubrzo se pokazalo da „lijepo pjevanje“ postaje bitnom kvalitetom i u vrednovanju izvedbe i u predstavljanju klape. Traži se homogenost zvuka, usklađenost i ravnoteža glasova, fuzija akorda, besprijekorna i sigurna intonacija, jasna artikulacija i izgovor, te izražajnost i uživljenost u interpretaciji teksta.
Uloga voditelja i obrađivača (njih preko 400) postaje izuzetno značajnom kako za oblikovanje i prilagodbu izvornih napjeva tako i za izvedbu klape u sve jačoj konkurenciji klapa koje se bore za festivalske nagrade.
Izvorni klapski napjevi su temelj cjelokupnog festivalskog programa. Do sada je na Omiškom festivalu izvedeno preko 1250 naslova (ako se izuzmu varijante, njihov broj je preko 900).
U okviru Festivala (od 1968. godine) ustanovljena je posebna natjecateljska večer novih skladbi, a s ciljem da se širi fundus klapskih pjesama koje nastavljaju tradiciju, ali donose i nove ideje i nova glazbena oblikovanja u duhu tradicijske dalmatinske klapske pjesme. Do sada je izvedeno preko 500 novih skladbi.
Izdavačka djelatnost Festivala dalmatinskih klapa u Omišu jedan je od bitnih čimbenika koji je dao težinu svemu izvedenom, a zatim zabilježenom, analiziranom, dokumentiranom te predstavljenom, a na uporabu budućim generacijama (Zbornici I, II i III; Leut; Večeri novih skladbi; te prigodna diskografska izdanja). U njihovu realizaciju uključeni su priznati stručnjaci s područja etnomuzikološke znanosti te drugi suradnici (teoretičari, muzikolozi, dirigenti, skladatelji, voditelji zborova i klapa, obrađivači…). Ovi profili čine i stručno ocjenjivačko povjerenstvo koje najboljim klapama dodjeljuje Zlatni, Srebrni i Brončani štit s povijesnim grbom grada Omiša.
Omiš je već 47 godina sidrište izvorne klapske pjesme. U međuvremenu, osmislile su se posebne večeri debitanata, popularne klapske pjesme, pjesme uz pratnju gitare(a), večer mješovitih klapa a koje se odvijaju izvan Omiša (Bol na Braču, Blato na Korčuli, Vodice u Šibensko-kninskoj županiji i Opuzen u Dubrovačko-neretvanskoj. Od 1991. godine ustanovljena je posebna natjecateljska i finalna večer ženskih klapa koje su se do tada natjecale u zajedničkoj konkurenciji s muškim klapama.
Tijekom više od 45 godina Festivala dalmatinskih klapa u Omišu omiškom pozornicom prošlo je preko 4000 pjevača, nastupilo preko 470 klapa. Svake se godine na audiciji prijavi između 20-30 novih, debitantskih klapa.

## Šport
- boćarski klub "Gorčina"
- vaterpolski klub "Omiš"
- nogometni klub "Omiš"
- malonogometni klub "Olmissum"
- judo klub "Omiš"
- košarkaški klub "Omiš Čagalj Tours"
- atletski klub "Omiš"
- karate kick-boxing klub "Ante Stanić"
- ženski košarkaški klub "Studenac"
- ženski odbojkaški klub "Gusar"
- športska udruga malog nogometa Omiš
- rafting klub "Cetina"
- klub daljinskog plivanja "Gusar" Omiš
- šahovski klub "Omiš"
- Ronilački centar Ruskamen- Lokva Rogoznica
- auto klub- "AK Oneum Omiš"
- taekwondo klub "Gusar"
- klub jedenja "samo zdravo"

Od 1994. održava se Omiški plivački maraton. Božićni malonogometni turnir 'Mantinela (Šponda)'  održava se od 1992.

## Obrazovanje

### Osnovne škole
- "OŠ Josip Pupačić" Školu pohađa 912 učenika u 49 razrednih odjela. Radi se u dvije smjene. U školi je zaposleno ukupno 100 djelatnika.

### Srednje škole
"SŠ Jure Kaštelan" Srednja škola „Jure Kaštelan“ obrazuje učenike u četverogodišnjem i trogodišnjem programu.  Od početka 1990-ih godina pa do danas, škola je svoj program zanimanja koji nudi prilagođavala potrebama tržišta, pazeći pritom da to budu tražena, deficitarna zanimanja. Danas, u Srednjoj školi „Jure Kaštelan“, postoje sljedeći programi:  
GIMNAZIJE
- opća gimnazija
- jezična gimnazija
ČETVEROGODIŠNJA ZANIMANJA
- hotelijersko-turistički tehničar
- tehničar za elektroniku
TROGODIŠNJA ZANIMANJA
- frizer
- kozmetičar
- kuhar
- konobar
- instalater kućnih instalacija
ŠKOLOVANJE UČENIKA S VEĆIM TEŠKOĆAMA U RAZVOJU
- pomoćni kuhar i slastičar – TES
- pomoćni konobar – TES
24. travnja škola obilježava svoj Dan škole. Izbor datuma vezuje se uz odluku o osnivanju Gimnazije u Omišu. Naime, 24. travnja 1964. godine odlukom Skupštine općine Omiš osnovana je prva Gimnazija u Omišu.  
Od 2012. godine uz Dan škole započelo se s realizacijom projekta Kaštelanovo proljeće. Projekt je osmišljen kao natječaj na kojem su dobrodošli svi oblici učeničke kreativnosti (literarna, likovna, dramska, glazbena, plesna i slična umjetnička ostvarenja). Po završetku natječaja bira se najbolji rad/radovi  koji se potom predstavlja na školskoj svečanosti povodom Dana škole ali i  u okviru manifestacije za Dan grada kada škola gradu poklanja program.  
Dakle, Kaštelanovo proljeće plod je gotovo cjelogodišnjeg rada učenika ali i rada s učenicima unutar izvannastavnih aktivnosti:  
- dramske sekcije
- novinarske sekcije
- ekološke sekcije
- ženske klape „Almissa“
- likovne sekcije  
Osim nabrojanih, kao izvannastavna aktivnost koja djeluje u okviru škole je i sportski klub unutar kojeg su najzastupljeniji sportovi odbojka, nogomet i košarka.  Svake godine u svibnju škola organizira Dan otvorenih vrata. Dan predviđa posjet učenika osmih razreda osnovnih škola i prezentaciju škole zajedno s programima i zanimanjima koje učenici mogu upisati u Srednjoj školi „Jure Kaštelan“.

## Znamenitosti
- utvrda Mirabella (Peovica)
- utvrda Fortica (Stari Grad)
- župska crkva sv. Mihovila
- crkva sv. Duha
- crkva sv. Roka
- crkva Sv. Luke
- crkva Uznesenja BDM
- crkva Gospe od Karmela (Fratri)
- crkva sv. Petra na Priku
- ostatci staroga Groblja
- ostatci crkve sv. Barbare (Brzet)
- Spomenik braniteljima Domovinskog rata, rad akademskog kipara Kažimira Hraste, arhitektonski dio projektirao arhitekt Viktor Pirović, postavljen 2004.[9]
- potopljena njemačka maona (teglenica) iz Drugoga svjetskog rata, u priobalju na 3 metra dubine[10]

## Gradovi prijatelji
- Zagorje ob Savi, Slovenija
- Štifilić, Italija
- Nepomuk, Češka
- Havirov, Češka
- Bol, Hrvatska
- Rjazanj, Rusija
- Diksmuide, Belgija

## Sakralni objekti
Na području Omiša postoje dvije župe: Župa sv. Mihovila arkanđela i župa sv. Petra apostola. Svetac zaštitnik je Sv. Ivan Nepomuk, čiji se dan slavi 16. svibnja kao dan Grada.
U župa sv Petra Apostola na Priku sveci zaštitnici su sv. Petar i sv. Leopold Bogdan Mandić. Blagdan župe i veliko pučko slavlje je sv. Petar, koji se 29. lipnja slavi ispred istoimene ranokršćanske crkve.
- Crkva Male Gospe Zakučac
- Crkva Gospe od Pišćeta s grobljem

Blagdan Male Gospe slavi se svetom misom kod kapelice na Potoku. U selu Zakučac pred dovršetkom je izgradnja svetišta sv. Leopolda Bogdana Mandića, čiji su roditelji podrijetlom iz tog kraja.
Na području Omiša postoji i Franjevački samostan Gospe od Karmela, s istoimenom crkvom koju su izgradili franjevci predvođeni fra Stipom Vrljićem 1785. godine, bježeći pred Turcima. Sada se tu nalazi starački dom za fratre i biblioteka. Blagdani samostana su sv. Ante 13. lipnja i Gospa od Karmela.

## Događaji
- Festival dalmatinskih klapa Omiš
- Almissa Open Art – festival suvremene umjetnosti
- Ludi skokovi, ljetna manifestacija
- Omiški plivački maraton
- Omiški gitarski festival[11]
- Gusarka bitka
- Gusarske većeri

## Vanjske poveznice
- Službeno mrežno mjesto Grada Omiša
- Turistička zajednica Omiša

### Škole
- OŠ Josip Pupačić  Arhivirana inačica izvorne stranice od 23. veljače 2008. (Wayback Machine)
- SŠ Jure Kaštelan  Arhivirana inačica izvorne stranice od 7. veljače 2006. (Wayback Machine)